# Ивашутин, Пётр Иванович
Пётр Ива́нович Ивашу́тин (урожд. Ивашутич; 5 [18] сентября 1909, Брест-Литовск, Российская империя — 4 июня 2002, Москва, Россия) — руководитель органов государственной безопасности и военной разведки СССР. Генерал армии (1971), Герой Советского Союза (1985).

Первый заместитель председателя КГБ СССР (1954—1963). Исполняющий обязанности Председателя КГБ (5 ноября — 13 ноября 1961). Начальник Главного разведывательного управления — заместитель начальника Генерального штаба Вооружённых сил СССР (1963—1987). Депутат Верховного Совета СССР 3, 7—11-го созывов (1952—1954 и 1966—1989) и Верховного совета РСФСР 6-го созыва (1963—1967).

## Биография
Родился 5 (18) сентября 1909 года в городе Брест-Литовск Гродненской губернии (ныне город Брест) в семье железнодорожника — машиниста паровоза Ивана Григорьевича Ивашутича и школьной учительницы. Жил и учился в Черниговской области. Окончил 5 классов семилетней школы в Сновске в 1923 году, профтехшколу в Городне в 1926 году. В 1926—1931 годах — рабочий по ремонту железнодорожных путей на станции Городня на Украине, слесарь прядильно-ткацкой фабрики в городе Иваново-Вознесенск, бригадир слесарей и помощник мастера механического завода № 1 «Сантехстрой» там же. Тогда же из-за ошибки при оформлении документов его фамилия превратилась в «Ивашутин». Одновременно с работой окончил вечерний рабфак. В 1930 году вступил в ВКП(б).

### Довоенная служба
В Красной армии с июля 1931 года, по партийной мобилизации был призван и направлен на учёбу — в 1933 году окончил 7-ю Сталинградскую военно-авиационную школу имени Сталинградского Краснознамённого пролетариата. С 1933 года — лётчик-инструктор в этой же военной авиационной школе, с 1935 года — командир экипажа тяжёлого бомбардировщика ТБ-3 45-й авиабригады Московского военного округа. В 1937 году — командир тяжёлого бомбардировщика ТБ-3 107-й авиационной бригады. В 1937—1939 годах учился в Военно-воздушной академии РККА имени Н. Е. Жуковского. С января 1939 года — в органах контрразведки РККА. Служил в аппарате особого отдела НКВД Западного Особого военного округа, с 1940 года — начальник особого отдела НКВД 23-го стрелкового корпуса в Ленинградском военном округе. Участник советско-финской войны.

### Великая Отечественная война
Во время Великой Отечественной войны с мая по октябрь 1941 — заместитель начальника 3 отдела ОО Закавказского фронта. С декабря 1941 года — заместитель начальника Особого отдела НКВД Крымского фронта. С июня 1942 года — на той же должности на Северо-Кавказском фронте, с сентября 1942 года — заместитель начальника ОО Черноморской группы войск Северо-Кавказского фронта. С января 1943 года начальник Управления контрразведки СМЕРШ 47-й армии. С 29 апреля 1943 года — начальник Управления контрразведки СМЕРШ Юго-Западного, с октября 1943 года — 3-го Украинского фронтов. Вёл переговоры с представителями румынского правительства о выходе этой страны из войны на стороне фашистской Германии. 25 сентября 1944 года присвоено воинское звание «генерал-лейтенант».

### Послевоенная служба
С июля 1945 года — начальник Управления контрразведки СМЕРШ в Южной группе войск, когда это управление в 1946 году было переименовано в Управление контрразведки Министерства государственной безопасности по той же группе войск — оставлен в занимаемой должности. С ноября 1947 года — начальник Управления контрразведки МГБ СССР по Группе советских оккупационных войск в Германии. С ноября 1949 по январь 1952 года — начальник контрразведки МГБ Ленинградского военного округа.
В декабре 1951 — августе 1952 года заместитель начальника 3-го Главного управления (военная контрразведка) МГБ СССР. С сентября 1952 года — Министр государственной безопасности Украинской ССР. Как отмечают, его работа  привела к аресту последнего командира УПА Василя Кука. С марта 1953 года — заместитель Министра внутренних дел Украинской ССР. С июля 1953 года — заместитель начальника 3-го управления (военная контрразведка) Министерства внутренних дел СССР. В 1954 году — начальник управления контрразведывательной работы в промышленности МВД.
Сразу после создания КГБ СССР был переведён туда и в марте 1954 года назначен начальником 5-го управления (экономическая контрразведка) КГБ при СМ СССР.
С июня 1954 года — заместитель председателя КГБ, с января 1956 года — первый заместитель председателя КГБ при Совете министров СССР. 5—13 ноября 1961 года — и. о. председателя КГБ при СМ СССР.
В 1950—1954 и с 1966 года депутат Совета Национальностей Верховного Совета СССР от Северо-Осетинской АССР. В разные годы был депутатом Верховного Совета РСФСР и Верховного Совета Украинской ССР.

### Начальник ГРУ
С 14 марта 1963 года по 13 июля 1987 года начальник Главного разведывательного управления — заместитель начальника Генерального штаба Вооружённых сил СССР.
Общий стаж службы Петра Ивановича Ивашутина в ГРУ составил 24 года.
Одной из первоочередных задач, которую пришлось решать Ивашутину, было сведение к минимуму того ущерба, который нанёсло ГРУ предательство О. В. Пеньковского.
По инициативе Петра Ивановича в ГРУ ещё в 1963 году начала создаваться система круглосуточного получения информации и её оценки с целью выявления признаков повышения боеготовности иностранных вооружённых сил. Другими словами, создавалась система предупреждения высшего руководства страны о военных угрозах в режиме реального времени. Данная система впоследствии стала называться Командным пунктом. Эта работа, начатая Ивашутиным в 1960-х годах, стала впоследствии основой для создания Национального центра управления обороной Российской Федерации.
В 1963 году Ивашутин совершает поездку на Кубу. Результатом этой поездки было развёртывание в Лурдесе (пригороде Гаваны) центра технической разведки.
По настоянию Ивашутина было начато строительство нового комплекса зданий для нужд ГРУ на Хорошёвском шоссе в Москве.
После появления в космосе первых разведывательных спутников по инициативе Ивашутина в ГРУ появился отдел Космической разведки.

Надгробный памятник на Троекуровском кладбище

### Последние годы
С июля 1987 года Ивашутин работал в Группе генеральных инспекторов Министерства обороны СССР.
С мая 1992 — в отставке.
Пётр Иванович Ивашутин скончался 4 июня 2002 года на 93-м году жизни в Москве. 
Похоронен на Троекуровском кладбище (участок 4). На памятнике выгравирована надпись: «Жизнь отдана разведке. 25 лет во главе ГРУ».

### Семья
Жена Мария Алексеевна (1912—2001), сын Юрий, дочь Ирина.

## Оценки
Герой Советского Союза генерал армии С. П. Иванов, который в 1942—1945 годах был начальником штаба Юго-Западного, Воронежского, Закавказского, 1-го и 3-го Украинских фронтов, писал:
 «…Пётр Иванович принимал непосредственное участие в подготовке и проведении наступательных операций 3-го Украинского фронта. Особенно много сил и энергии вложил он в подготовку и осуществление Ясско-Кишинёвской, Будапештской, Венской операций, обеспечение действий войск фронта по освобождению Румынии, Болгарии, Югославии, Венгрии. Войну П. И. Ивашутин закончил в Австрии. Там встретил и День Победы…»
Генерал-полковник польской армии Чеслав Кищак:
«Голова у него работала отлично. Иногда удавалось перевести разговор на тему Афганистана, и он начинал оперировать фамилиями вождей племён, различиями между ними, кто на ком женат, чья дочь за какого вождя была выдана. Я несколько раз это проверял. Был случай, когда спровоцированный Ярузельским Ивашутин начал сыпать тактико-техническими данными крылатых ракет. Я записал, а потом проверил. Всё полностью сошлось… Он был сообразительным, способным, инициативным и очень уверенным в себе, хорошо знал себе цену».

## Специальные и воинские звания
- Капитан государственной безопасности — 4 февраля 1939;
- майор государственной безопасности — 16 апреля 1942;
- полковник — 14 февраля 1943;
- генерал-майор — 26 мая 1943;
- генерал-лейтенант — 25 сентября 1944;
- генерал-полковник — 18 февраля 1958;
- генерал армии — 23 февраля 1971.

## Награды
- Герой Советского Союза (21 февраля 1985) — за мужество и отвагу, проявленные в борьбе с немецко-фашистскими захватчиками в годы Великой Отечественной войны, и успешную деятельность по укреплению Вооружённых Сил СССР в послевоенный период.
- Орден «За заслуги перед Отечеством» III степени (Российская Федерация, 28.08.1999).
- 3 ордена Ленина (13 сентября 1944[9], 21 февраля 1978, 21 февраля 1985).
- Маршальская звезда (вручена 1 ноября 1974).
- Орден Октябрьской Революции (21 февраля 1974).
- 5 орденов Красного Знамени (19 марта 1944[10], 23 мая 1952, 21  февраля 1964, 31 октября 1967, 28 апреля 1980).
- Орден Богдана Хмельницкого I степени (28 апреля 1945)[11].
- 2 ордена Кутузова II степени (29 июня 1945[12], 4 ноября 1981 — по результатам проведения учений Запад-81).
- 2 ордена Отечественной войны I степени (26 октября 1943[13], 11 марта 1985).
- Орден Трудового Красного Знамени (07 октября 1959).
- 3 ордена Красной Звезды (07 апреля 1940, 17 апреля 1943[14], 06 ноября 1946).
- Медали СССР
- Медали РФ
- Иностранные ордена и медали.
- Высшие ведомственные награды органов госбезопасности СССР:
- Заслуженный работник НКВД (1942)
- Почётный сотрудник госбезопасности (1958)
- Знак «За службу в военной разведке» (№ 001, вручён 5 ноября 1998)

## Сочинения
- Ивашутин П. И. Докладывала точно (воспоминания о минувшей войне) // Военно-исторический журнал. — 1990. — № 5. — С. 55—59.
- Ивашутин П. И. Стратегия вероломства // Военно-исторический журнал. — 1991. — № 6. — С. 4—11.

## Память
- В Москве в Хорошёвском районе, его именем названа улица (2017)[15][16].
- В здании Главного управления Генерального штаба 4 сентября 2009 года открыта мемориальная доска. На ней изображён барельеф Ивашутина и сделана надпись «В этом здании работал с марта 1963 по июль 1987 года Герой Советского Союза генерал армии Ивашутин Пётр Иванович».